# 群馬県道153号水沢足門線
群馬県道153号水沢足門線（ぐんまけんどう153ごう みずさわあしかどせん）は、群馬県渋川市伊香保町水沢から高崎市足門町に至る県道である。高崎市の合併以前は「水沢群馬線」という名称であった。

## 起点・終点
- 起点：渋川市伊香保町水沢字政所422番の1（群馬県道15号前橋伊香保線交点）[注釈 1]
- 終点：高崎市足門町（群馬県道25号高崎渋川線交点〈足門交差点〉）

## 歴史
- 1959年（昭和34年）9月18日：群馬県より現・道路法に基づき、前身にあたる県道水沢群馬線（北群馬郡伊香保町大字水沢 - 同郡吉岡村 - 榛東村 - 群馬郡群馬町、整理番号50）として路線認定される[1]。
  - 同時に、前身路線にあたる県道金古伊香保線（群馬郡群馬町大字金古 - 北群馬郡伊香保町、整理番号72）が路線廃止される[2]。

## 地理

### 通過する自治体
- 群馬県
  - 渋川市
  - 北群馬郡
    - 吉岡町
    - 榛東村

  - 高崎市

### 交差する主な道路
- 群馬県道15号前橋伊香保線 - 起点
- 群馬県道26号高崎安中渋川線、群馬県道154号新井下室田線（山子田交差点）
この先広馬場交差点まで群馬県道26号高崎安中渋川線と重複
- 群馬県道26号高崎安中渋川線、群馬県道154号新井下室田線（広馬場交差点）
- 群馬県道6号前橋箕郷線（フランシスコ前交差点）
- 群馬県道25号高崎渋川線、群馬県道127号足門前橋線 - 終点